# 점퍼 (음악 그룹)
점퍼(Jumper)는 사람 남성 아이돌 듀오로 멤버는 박동민과 로키로 구성되어 있다. 
- 신화의 앤디가 프로듀서로 활약해서 화제가 되었다.
- 2009년 2월 싱글 "Yes !"로 데뷔하였으나, 6개월만에 해체되었다.

## 이전 구성원
- 로키(본명: 김록현)
  - 출생 : (본래 1991년 2월 10일(34세) ~ )
  - 출생지 : 대한민국
  - 포지션 : 메인보컬
  - 특이사항 : 現 백퍼센트 멤버
  - 활동기간 : 2009년

- 박동민(본명: 박재관)
  - 출생:  (본래 1989년 1월 15일(36세) (음력 1988년 12월 8일) ~ )
  - 출생지 : 대한민국
  - 포지션 : 랩
  - 활동기간 : 2009년

## 음반

### 싱글
| 음반 | 음반 정보                              | 트랙 리스트                                    |
| ---- | -------------------------------------- | ---------------------------------------------- |
| 1집  | 《Yes !》 - 발매일 : 2009년 2월 12일   | 1. Yes ! (Feat. 에릭) (Real G Ver.) 2. Yes !   |
| 2집  | 《눈이부셔》 - 발매일 : 2009년 4월 2일 | 1. 눈이부셔 (Feat. 강지영) 2. 눈이부셔 (Inst.) |